# Lasioglossum prasinogaster
Lasioglossum prasinogaster är en biart som först beskrevs av Jason Gibbs 2010. Den ingår i släktet smalbin och familjen vägbin. Arten finns från mellersta-östra USA till sydöstra Kanada.

## Beskrivning
Huvud och mellankropp är gröna med ett gyllengult skimmer. Övre delen av munskölden är svartbrun, undre bronsfärgad. Hanens käkar har avvikande färg: Huvuddelen är gul, medan baserna är bruna och spetsarna röda. Antennerna är mörkbruna med undersidan på de yttre lederna gula; benen är bruna med de fyra bakre fötterna rödbruna till gulorange hos honan, medan alla sex fötterna är brungula hos hanen. Vingarna är halvgenomskinliga med blekt brungula ribbor och gulbruna vingfästen. Bakkroppen är grön på ovansidan, brun på undersidan med segmentens bakkanter blekt rödbruna till blekgula. Behåringen är vitaktig och tämligen gles utom på nedre delen av ansiktet. Arten är liten, honan har en kroppslängd på 4,3 till 5,3 mm och en framvingelängd på 3,5 till 3,9 mm. Motsvarande värden för hanen är 4 till 4,6 mm för kroppslängden och 3,4 till 3,5 mm för vinglängden.

## Utbredning
Arten är vanligt förekommande i ett relativt litet område i Nordamerika, från sydvästra British Columbia över södra Alberta till sydöstra Saskatchewan i Kanada, och söderut i USA från östra Washington, Idaho och Wyoming till norra Utah och nordvästra Colorado.

## Etymologi
Lasioglossum prasinogaster har fått sitt artepitet, prasinogaster, från grekiskans πράσινος (prasinos=grön) och γαστερ (gaster=mage), som syftar på artens gröna bakkropp.

## Ekologi
Biet är en bergs- och prärieart som flyger till korgblommiga växter som maskrosor, Chrysothamnus-arter och Ericameria nauseosa.  